# Henri Rousseau

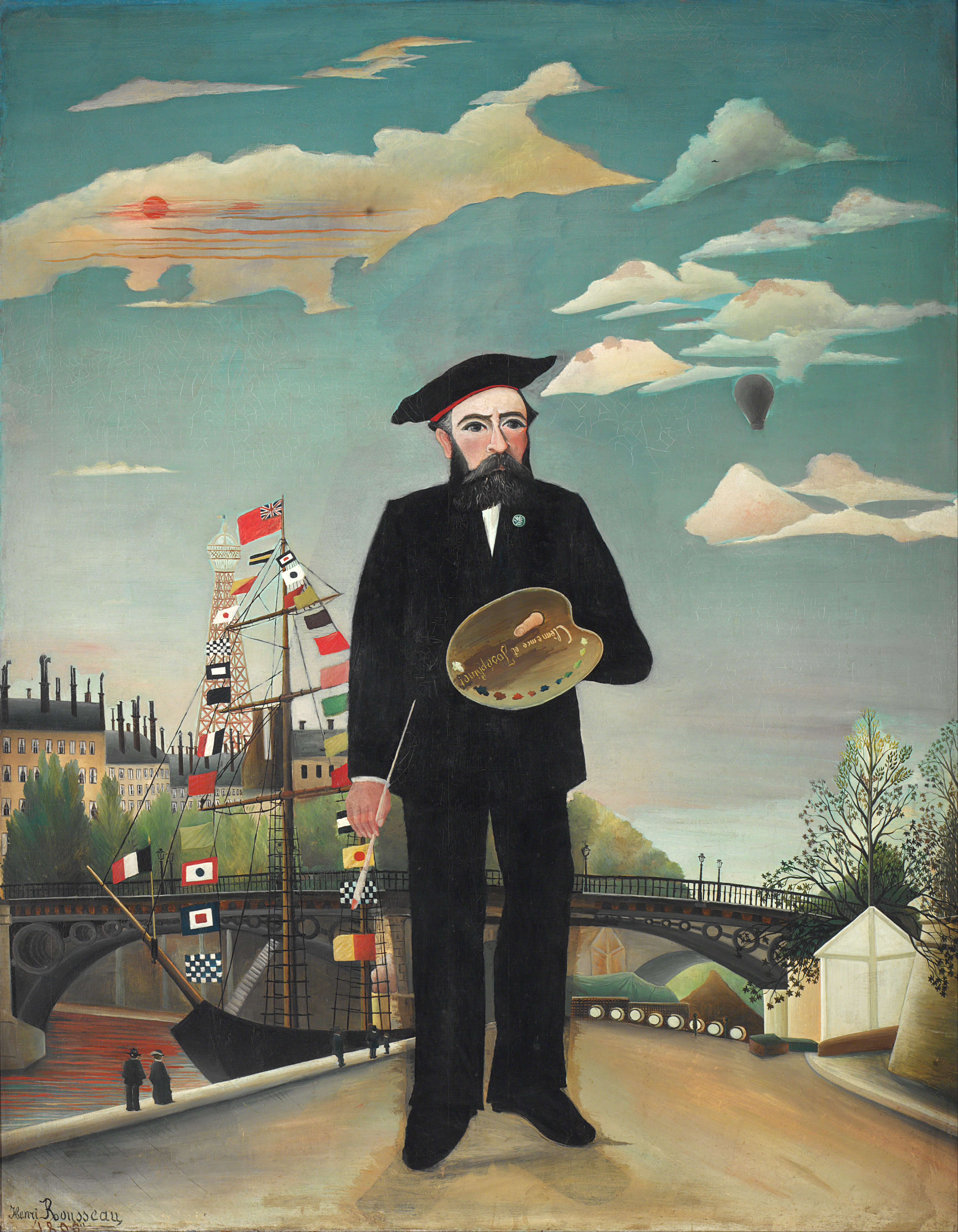
Selbstporträt, 1890, Nationalgalerie Prag

Henri Julien Félix Rousseau, genannt „Le Douanier Rousseau“ (Der Zöllner Rousseau) (* 21. Mai 1844 in Laval; † 2. September 1910 in Paris) war ein autodidaktischer französischer Maler. Sein Stil wird dem Postimpressionismus und der Naiven Kunst zugeordnet. Er gilt als einer der Wegbereiter des Surrealismus.

## Leben

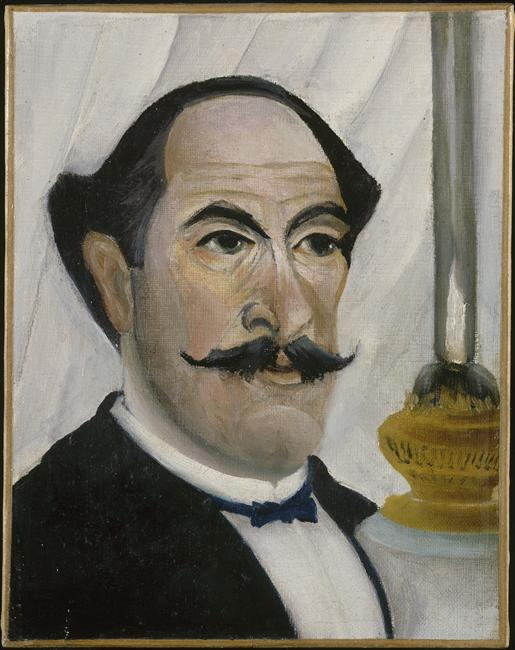
Selbstporträt, 1902/1903, Musée Picasso, Paris

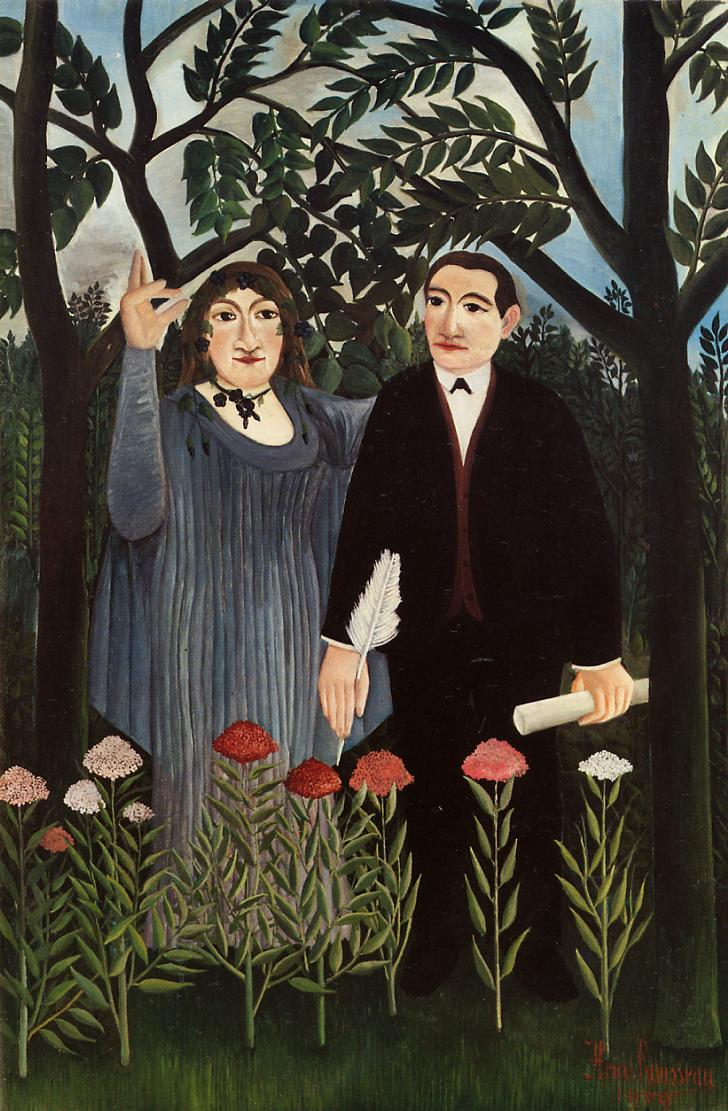
La Muse inspirant le poète, 1909, abgebildet sind Apollinaire und Marie Laurencin.

Henri Rousseau war Sohn des Klempnermeisters und Eisenwarenhändlers Julien Rousseau und seiner Frau Eleonore. Früh begann er sich für Dichtung und Musik zu interessieren. Nach der Schulzeit diente er als Klarinettist in einem Infanterieregiment. Nach dem Militärdienst wurde er beim Zoll angestellt. Daher sein Name Le Douanier („der Zöllner“).

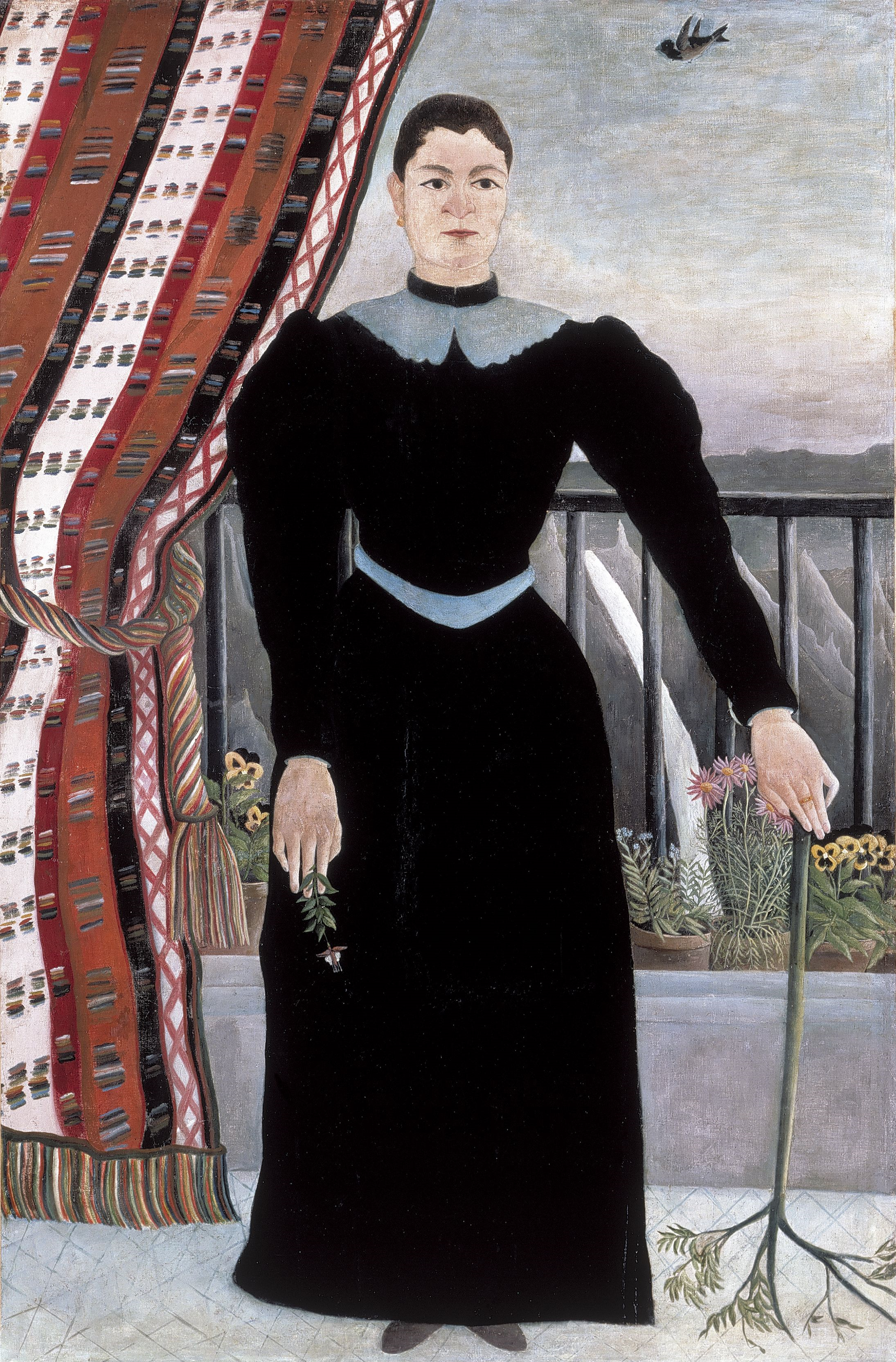
Portrait de femme, um 1895, Musée Picasso, Paris. Picasso erwarb das Bild 1908 für fünf Franc. Der Kauf war der Anlass zu einem bekannten Bankett im Bateau-Lavoir, Paris, das Picasso zu Ehren Rousseaus gab.

1869 heiratete er die 18-jährige Schneiderin Clémence Boitard. Mit ihr hatte er neun Kinder. Von diesen überlebte ihn nur Tochter Julia. Nach dem Tod seiner Frau 1888 ließ sich Rousseau im Jahre 1893 frühpensionieren. Schon vorher hatte er zu malen begonnen.
Der Erste, der die Bedeutung seiner Bilder erkannte, war der junge Alfred Jarry. Durch ihn lernte er Paul Gauguin kennen. In dessen Atelier traf er Stéphane Mallarmé, August Strindberg und Edgar Degas. Bald stellte er selbst im Salon des Indépendants aus.
Wichtig war die Freundschaft mit Guillaume Apollinaire, durch den er Beziehungen zur künstlerischen Avantgarde anknüpfen konnte. Rousseau gab inzwischen Violinunterricht, um seine karge Rente aufzubessern. Er traf Robert Delaunay, Pablo Picasso, Georges Braque, Max Jacob, Maurice de Vlaminck, Constantin Brâncuși, Marie Laurencin, Philippe Soupault und weitere.
Gelegentlich geriet Rousseau mit dem Gesetz in Konflikt. Als der Richter ihn wegen Scheckbetruges zu zwei Jahren Gefängnis verurteilte, diese aber zur Bewährung aussetzte, versprach er dem Richter, dessen Gattin zu porträtieren.
Henri Rousseau starb am 2. September 1910 im Hospital Necker in Paris nach einer Blutvergiftung. Sieben Menschen waren bei seinem Begräbnis anwesend: Robert Delaunay und dessen Frau Sonja Terk, die Maler Paul Signac und Julio Ortiz de Zárate, der rumänische Bildhauer Brâncuși, Rousseaus Hauswirt Armand Queval und der Schriftsteller Apollinaire.
Apollinaire schrieb das Epitaph, dessen Zeilen Brâncuși in den Grabstein meißelte:
Freundlicher Rousseau, du hörst uns.

Wir grüßen dich,

Delaunay, seine Frau, Monsieur Queval und ich.

Lass unsere Koffer zollfrei durch die Pforte des Himmels,

Wir bringen dir Pinsel, Farben und Leinwand,

Damit du malest in der geheiligten Muße des wahren Lichts

Wie einst mein Bildnis:

Das Angesicht der Sterne

## Werk
Die Realität ist bei Rousseau nicht abbildhaft, sie ist vielmehr ein Traum. Die einzelnen Elemente seiner Bilder sind idealisiert und dennoch vereinfacht. Sie treten unverbunden und überraschend nebeneinander. Der Hintergrund ist genauso scharf gesehen wie der Vordergrund. Die Figuren erscheinen in frontaler Sicht oder in strengem Profil.

Rousseau liebte klare Konturen und harte Kontraste ohne Übergänge. Er verwendete leuchtende Kontaktfarben ohne Schatten, doch war seine Palette reich an farblichen Nuancen. In seinem Bild Der Traum (der Yadwiga) schimmert der Urwald in mehr als fünfzig Grüntönen.
Schließlich war noch ein anderer Moment der Farbgebung Rousseaus sowohl für die neusachliche wie für die surrealistische Malerei René Magrittes oder Yves Tanguys wichtig: Der sparsame, überlegte, beinahe anonyme Farbauftrag, der sorgfältig die Pinselspuren verbarg und keine Handschrift verriet. Jede Eitelkeit des Machens war Rousseau fremd. Es ging ihm nicht um die Herstellung malerischer Texturen, sondern um seine Gegenstände.
Rousseaus Motive wurden teilweise vom botanischen Garten in Paris und Weltausstellungen inspiriert. Er besuchte die Weltausstellungen von 1878, 1889 und 1900 in Paris. Sein erstes Dschungelbild Überrascht! soll aus den Eindrücken der Weltausstellung 1889 entstanden sein. Außerdem erhielt er 1884 auf Empfehlung des Malers Félix Auguste Clément eine Kopiererlaubnis für die französischen Nationalmuseen. Hier beeindruckte ihn besonders die Teppichserie Die Dame mit dem Einhorn. Diese soll seine Dschungelbilder inspiriert haben.

## Rezeption

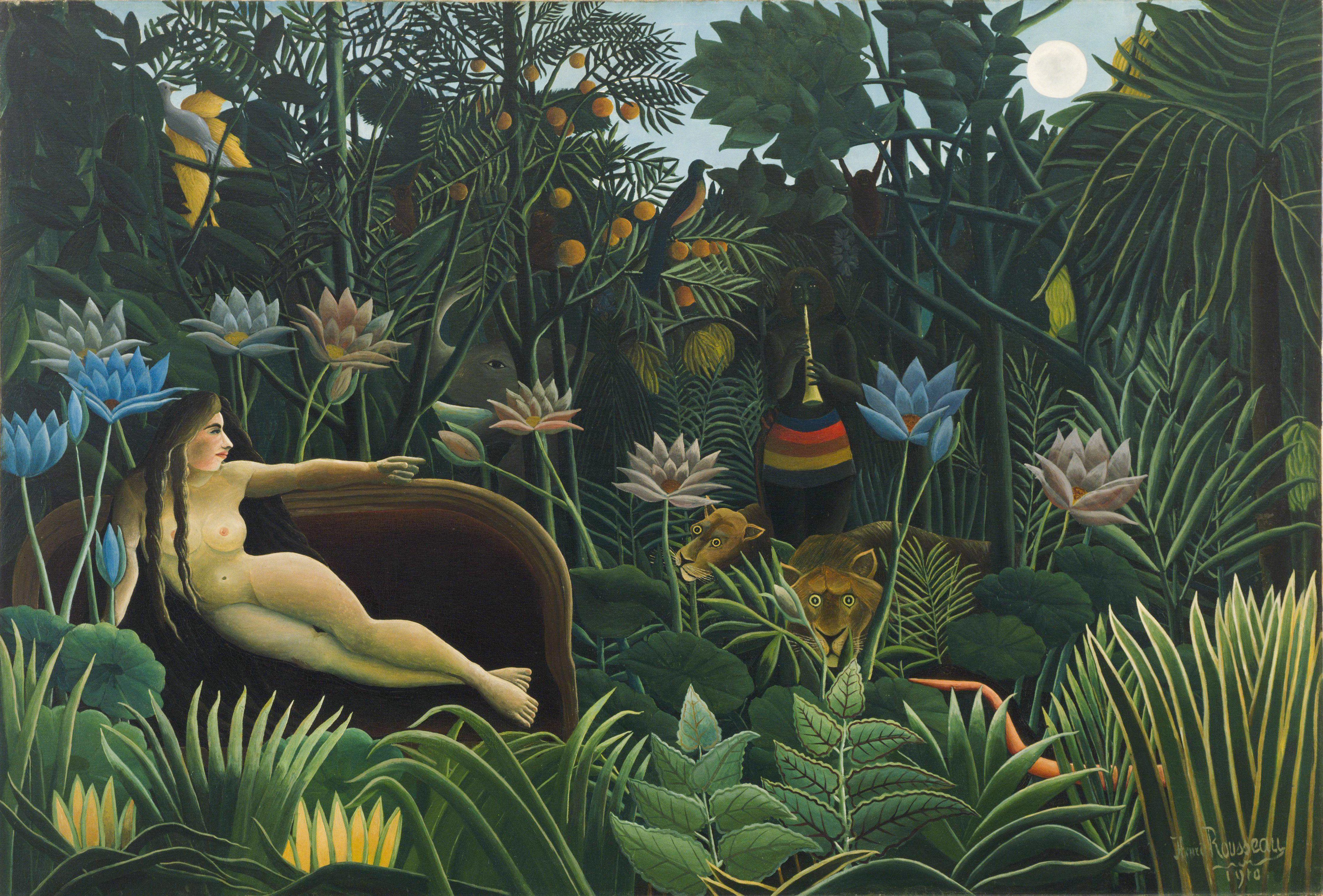
Der Traum, 1910, Museum of Modern Art, New York

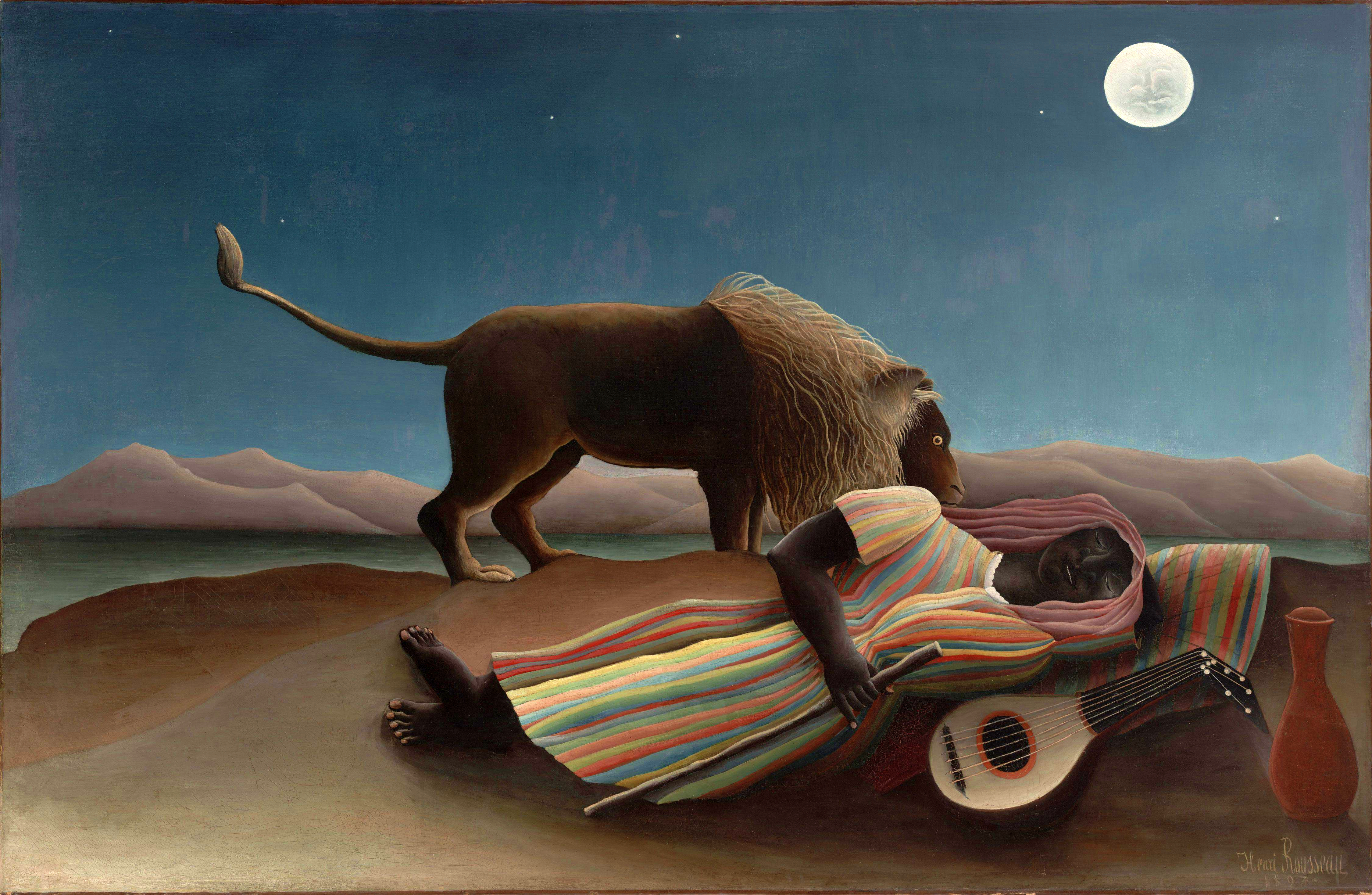
Die schlafende Zigeunerin, 1897

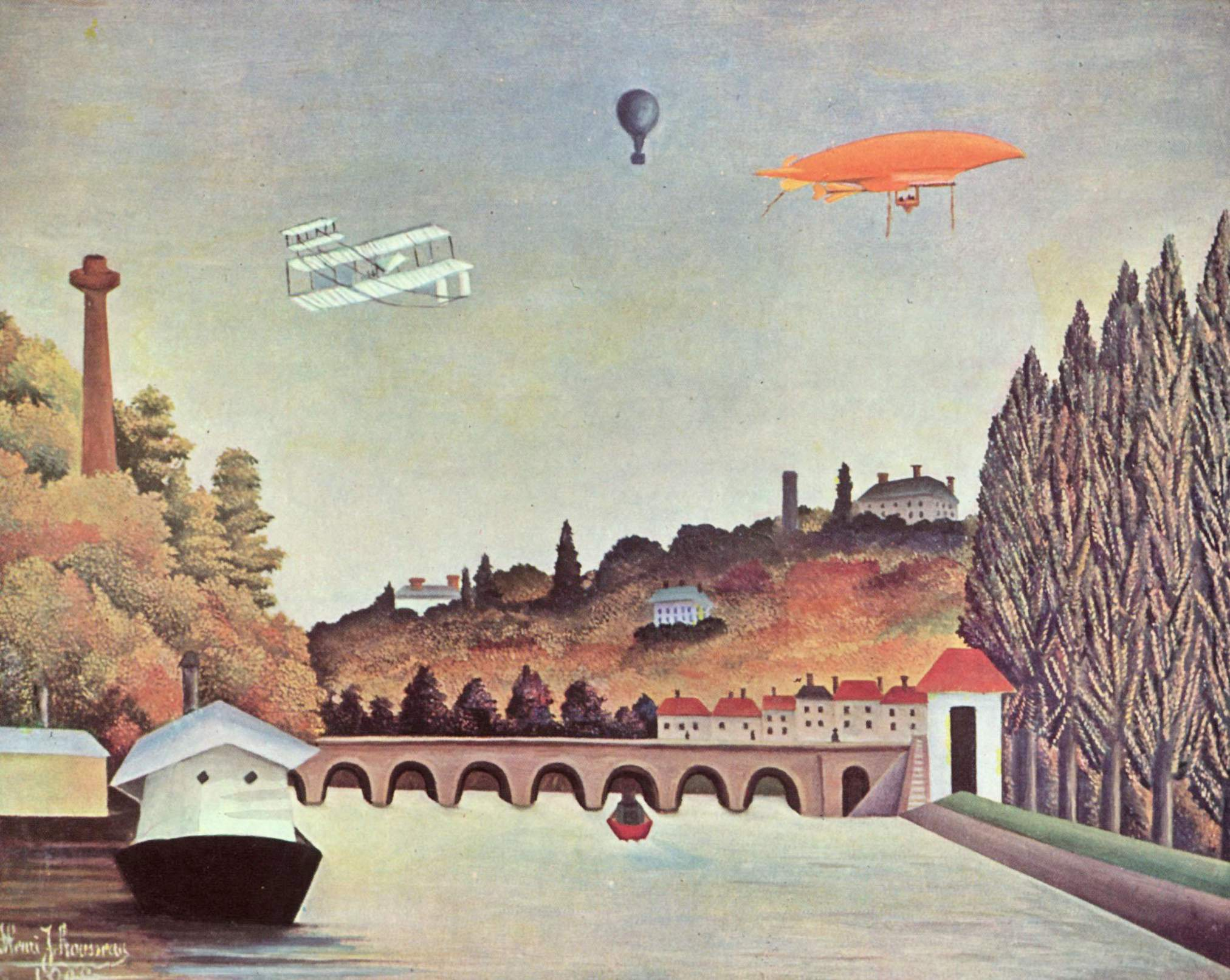
Brücke in Sèvres, 1908, Eremitage (Sankt Petersburg)

Apollinaire hat Henri Rousseau den „Uccello unseres Jahrhunderts“ genannt. Er sah in ihm den Primitiven eines neuen Zeitalters (der zu sein übrigens auch Cézanne für sich in Anspruch genommen hatte), in dessen Bildern mit ihren poetischen Chiffren zugleich naiv und in großer Klarheit viel von dem vorweggenommen schien, was Kunst der Moderne – wie sie sich rund um Apollinaire entfaltete – zu leisten aufgetragen war. Aus dem gleichen Grunde faszinierte er Kandinsky. Sein Aufsatz „Über die Formfrage“ im „Almanach des Blauen Reiters“ von 1912, mit nicht weniger als sieben Reproduktionen nach Bildern Rousseaus illustriert, enthält die oft aufgenommene Unterscheidung der „vom Geist aus den Vorratskammern der Materie herausgerissenen Verkörperungsformen“ nach zwei Polen hin, der großen Abstraktion und der großen Realistik. „Diese zwei Pole eröffnen zwei Wege, die schließlich zu einem Ziel führen.“ Während Kandinsky sich berufen fühlte, den ersten Weg einzuschlagen, sah er als seinen Widerpart Rousseau den Weg der neuen großen Realistik gehen, beide Revolutionäre am Anfang eines je neuen Weges.
Tristan Tzara huldigte in Rousseau einem Künstler, der nicht nur einen neuen Stil der Malerei, sondern auch einen eigenen Lebensstil begründet hatte. Die von dem in seiner Naivität unbeirrbaren und unverführbaren Rousseau gelebte Einheit von Kunst und Leben musste gerade den so wenig naiven Dadaisten beeindrucken.
Der Surrealist André Breton resümierte, „mit Rousseau könnten wir zum ersten Mal von ‚Magischem Realismus’ sprechen“.
Philippe Soupault schrieb 1927 eine Monografie über Rousseau, in der er liebevoll von seinen Erlebnissen mit dem Douanier erzählt.

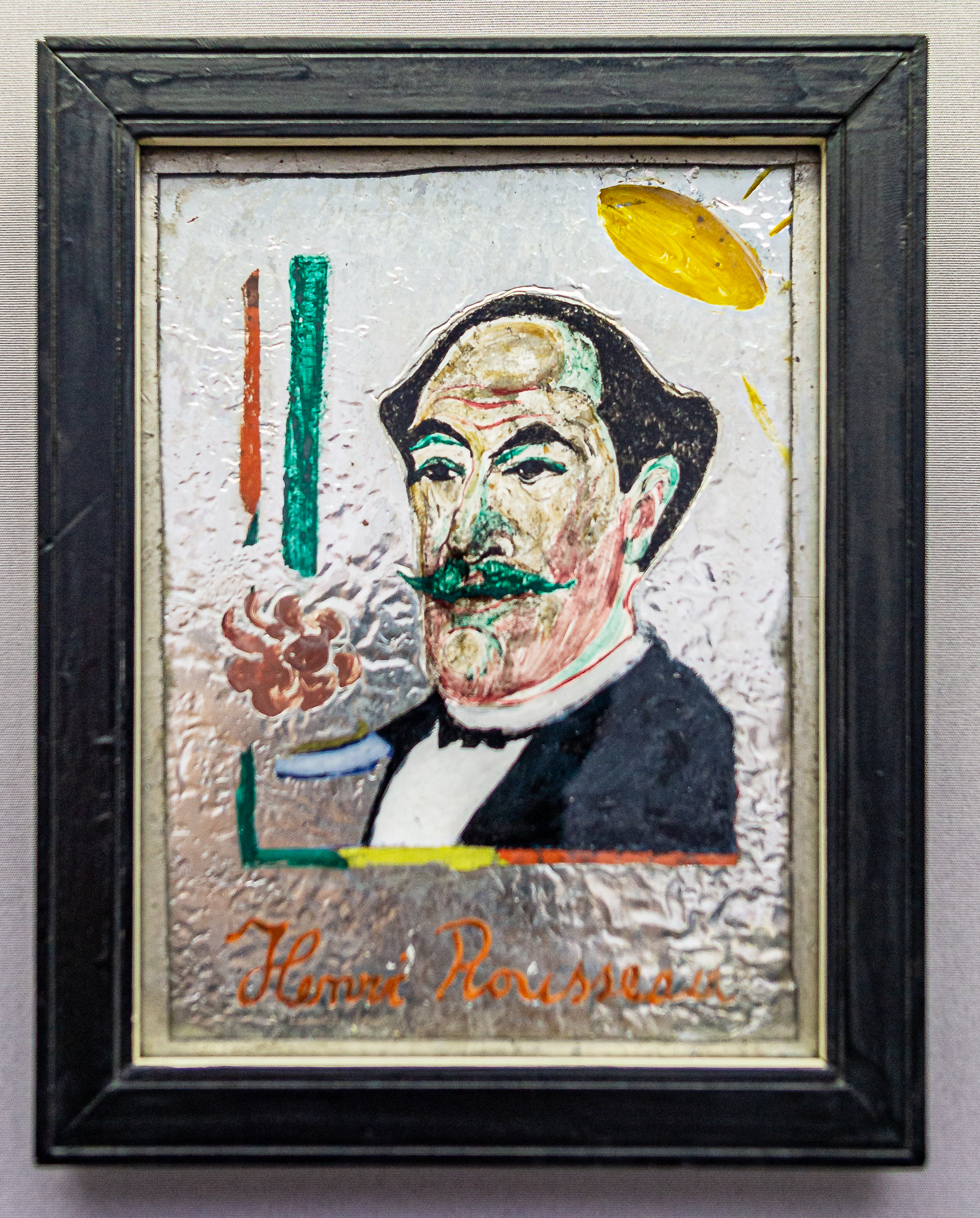
Franz Marc: Bildnis Henri Rousseau, 1911, Städtische Galerie im Lenbachhaus, München

Lise und Oto Bihalji-Merin schreiben über ihn: „Aus der Perspektive seiner weltuntauglichen Armut projizierte Rousseau kindliche Wachträume voller Schönheit und Ruhm. So bildhaft und intensiv empfand er seine Traumwelt, dass er im Zwielicht von Zuversicht und Ahnung die Grenzen des Wirklichen überschritt und selbst davon überzeugt war, dass ihn der Präsident der Republik zu einer Soirée eingeladen, der grobe Portier ihn jedoch seiner ärmlichen Kleidung wegen zurückgewiesen habe.“ Und Apollinaire: „Wenige Maler sind zu ihren Lebzeiten so verhöhnt worden wie der Zöllner, und wenige Menschen traten den Spöttereien, den Grobheiten, mit denen man ihn überschüttete, mit ruhigerer Stirn entgegen.“
Otto Pankok schuf das Gemälde Henri Rousseau, Maler und Zöllner. Im Hintergrund, an der Wand hängend, sind zwei klein- und ein großformatiges Rousseau-Werke dupliziert.
Franz Marc porträtierte ihn postum im Jahr 1911; das mit Stanniol hinterlegte Hinterglasbild gehört zum Bestand der Städtischen Galerie im Lenbachhaus, München.

## Ausstellungen (Auswahl)
- 1911: Wilhelm Uhde, ein in Paris lebender deutscher Kunsthändler, organisierte ein Jahr nach dem Tod Rousseaus eine Gedenkausstellung im Salon des Indépendants. Er veröffentlichte auch die erste Biographie des Künstlers.
- Herwarth Walden präsentierte 1913 in Berlin beim Ersten Deutschen Herbstsalon 20 Bilder – unverkäuflich, vornehmlich aus dem Besitz von Robert Delaunay.
- documenta 1 in Kassel 1955: Bei der Ausstellung wurden Werke der Naiven Malerei einbezogen, so dass Bilder von Henri Rousseau, Louis Vivin und Séraphine Louis gezeigt wurden.
- Henri Rousseau. Fondation Beyeler in Riehen, 7. Februar – 9. Mai 2010.[4]
- Le Douanier Rousseau. Dogenpalast in Venedig, 6. März – 6. September 2015.[5]
- Der Schatten der Avantgarde. Rousseau und die vergessenen Meister. Museum Folkwang in Essen, Kuratoren: Kasper König und Falk Wolf, 2. Oktober 2015 – 10. Januar 2016.[6]
- Le Douanier Rousseau. L’innocence archaïque. (Henri „Le Douanier“ Rousseau. Die archaische Unschuld.) Musée d’Orsay, 22. März – 17. Juli 2016.[7] Katalog.
- Douanier Rousseau: Painter’s Paradise Lost. (Douanier Rousseau: Verlorenes Paradies des Malers.) Nationalgalerie Prag, 15. September 2016 – 15. Januar 2017.[8]
- Ausstellung 01. André Bauchant | Camille Bombois | Séraphine Louis | Henri Rousseau | Louis Vivin. Sammlung Zander, Köln (25. November 2023 – 24. April 2024).[9]

## Film
- Der Maler Henri Rousseau oder Die Geburt der Moderne. (OT: Le douanier Rousseau, ou l’éclosion moderne.) Dokumentarfilm, Frankreich, 2015, 52:26 Min., Buch und Regie: Nicolas Autheman, Produktion: arte France, Les Films du Tambour de Soie, Musée d’Orsay, Erstsendung: 3. April 2016 bei arte, Inhaltsangabe von arte. Dokumentation anlässlich einer Rousseau-Ausstellung im Musée d’Orsay vom 22. März bis 17. Juli 2016.
- Always on Sunday. Dokumentarfilm, England, 1965, 45:11 Min., Buch und Regie: Ken Russell, mit Oliver Reed als Sprecher. Produktion: BBC.